# 许汝克
許汝克（？—？），江西九江府湖口縣人，明朝政治人物。

## 生平
萬曆二十三年（1595年）任上海縣知縣，二十七年（1599年）離任。